# (73947) 1997 TV3
(73947) 1997 TV3 – planetoida z pasa głównego asteroid okrążająca Słońce w ciągu 5,69 lat w średniej odległości 3,19 j.a. Odkryta 3 października 1997 roku.